# Infiniti QX60
Infiniti QX60 (до літа 2013 року називався Infiniti JX) — семимісний середньорозмірний кросовер, представлений підрозділом престижних машин японського автовиробника Nissan - Infiniti, в квітні 2012 року в США, як модель 2013 модельного року.

## Перше покоління (L50)

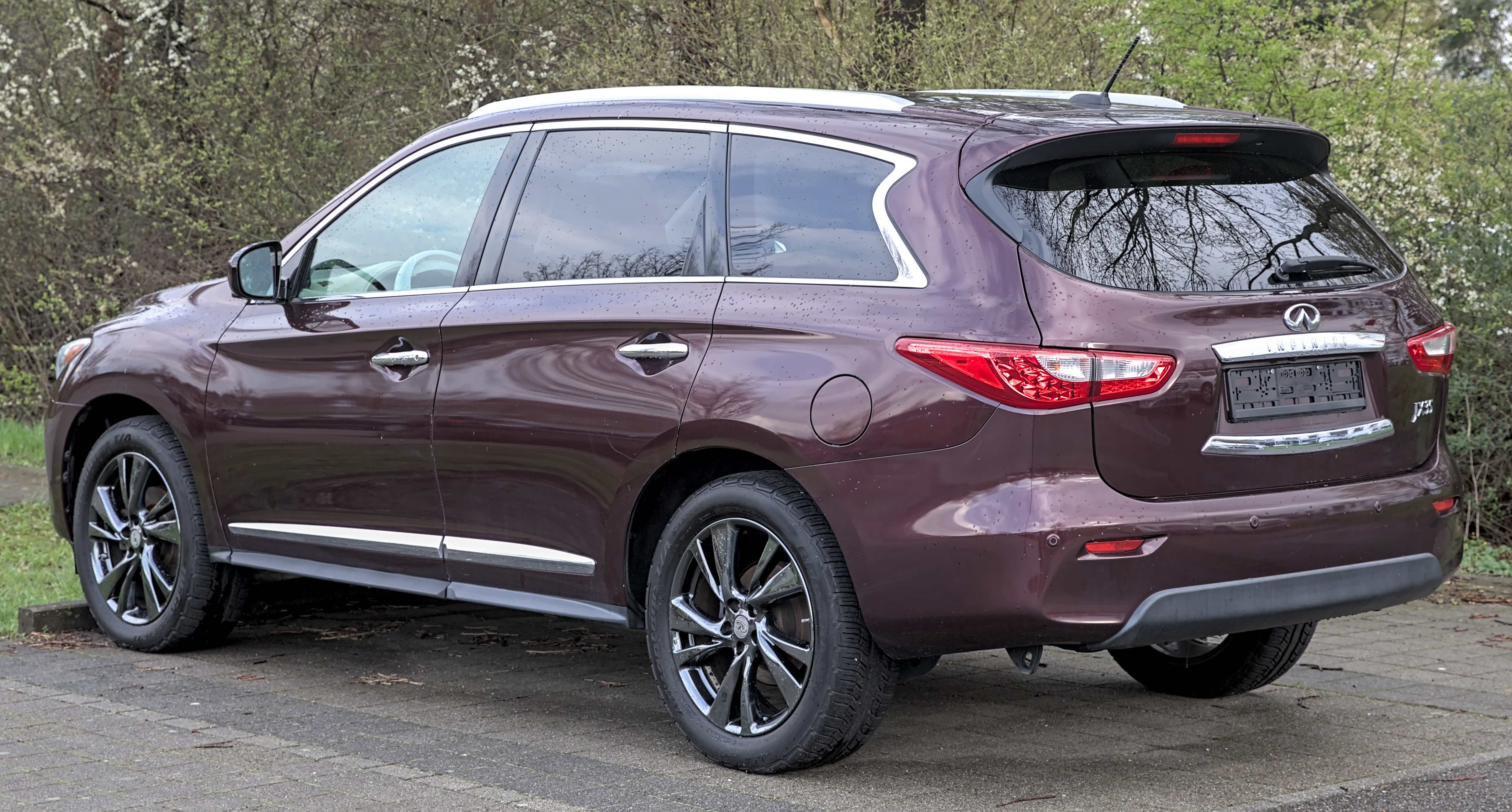
Infiniti JX35 (L50, 2012–2013)

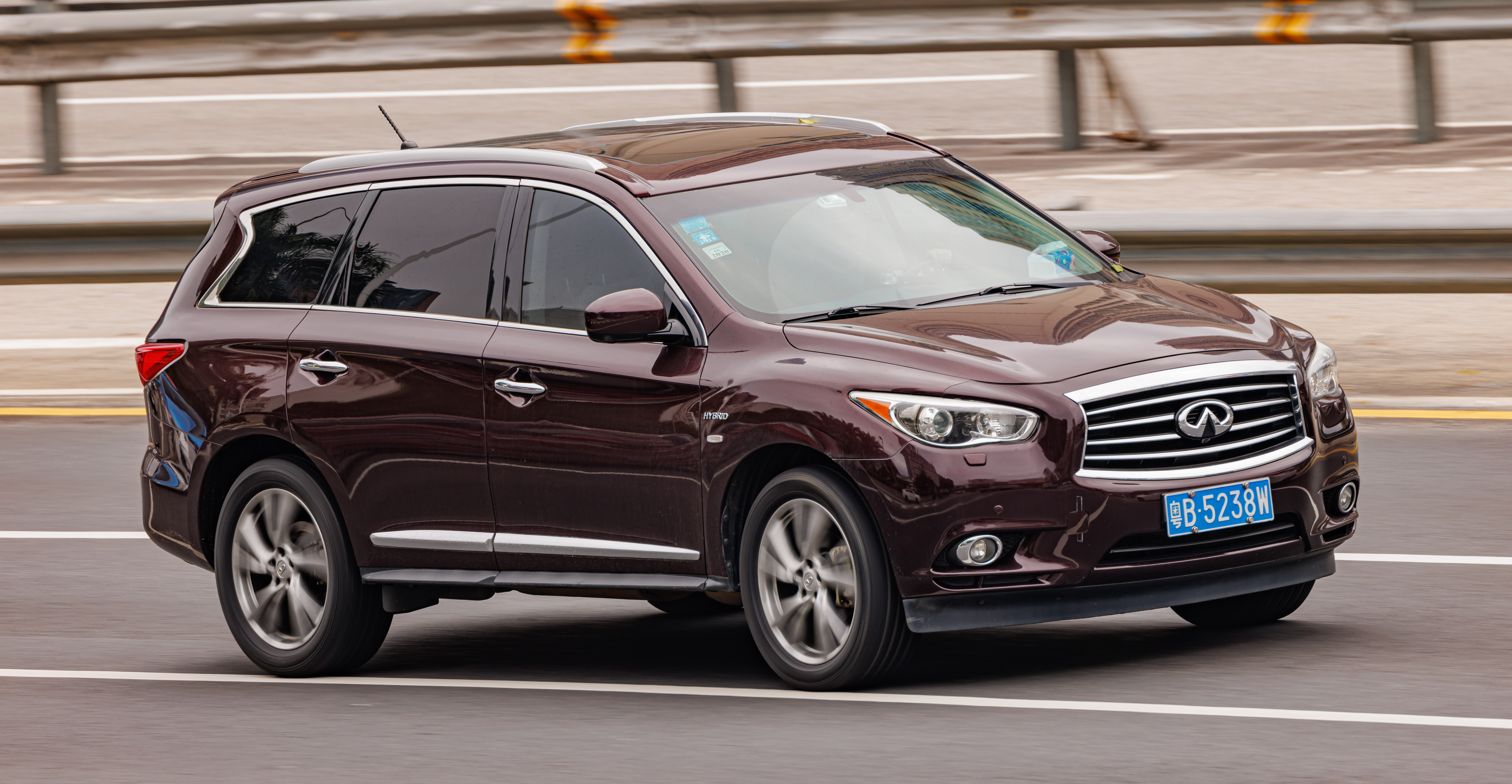
Infiniti QX60 (2013–2015)

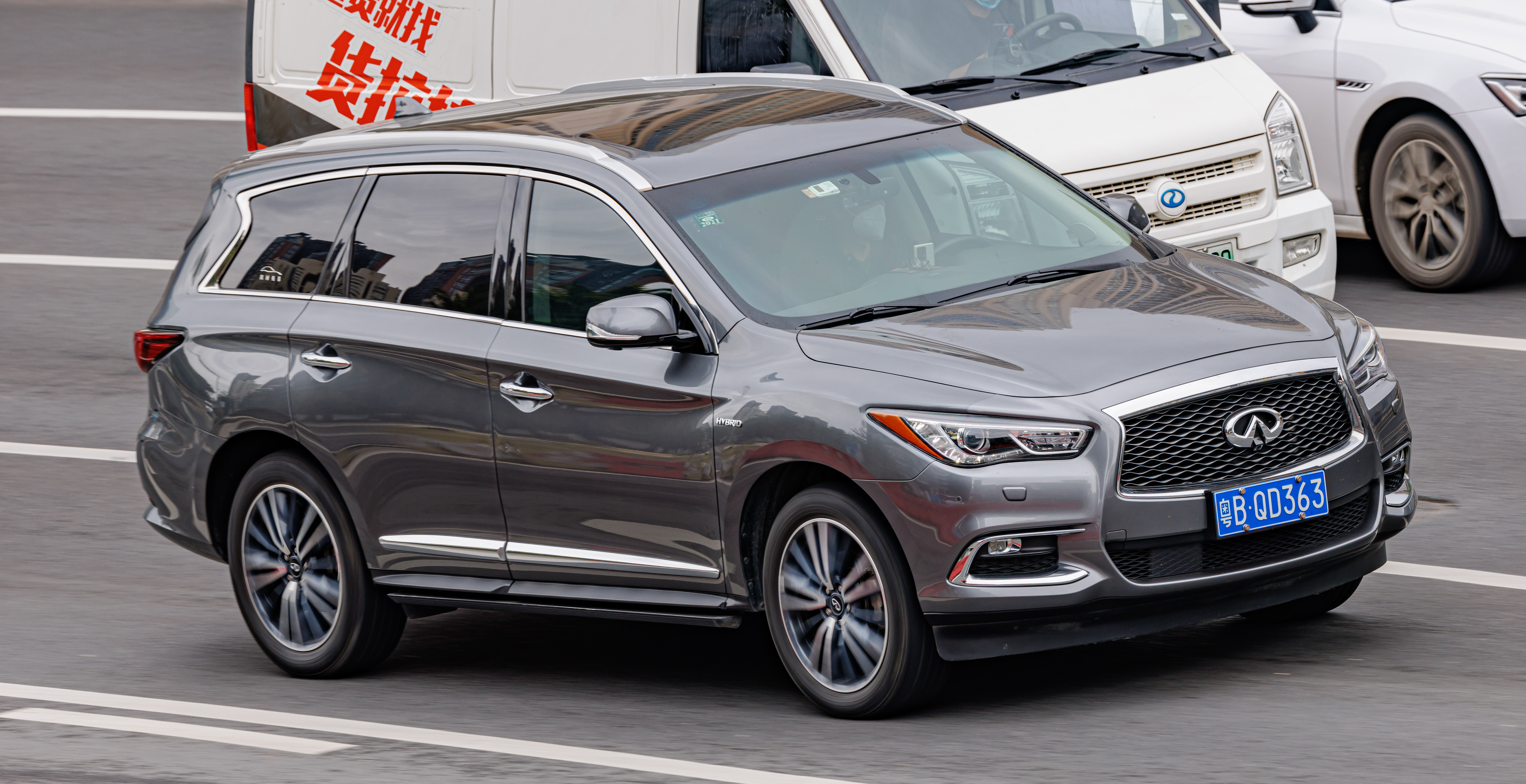
Infiniti QX60 (2015–2021)

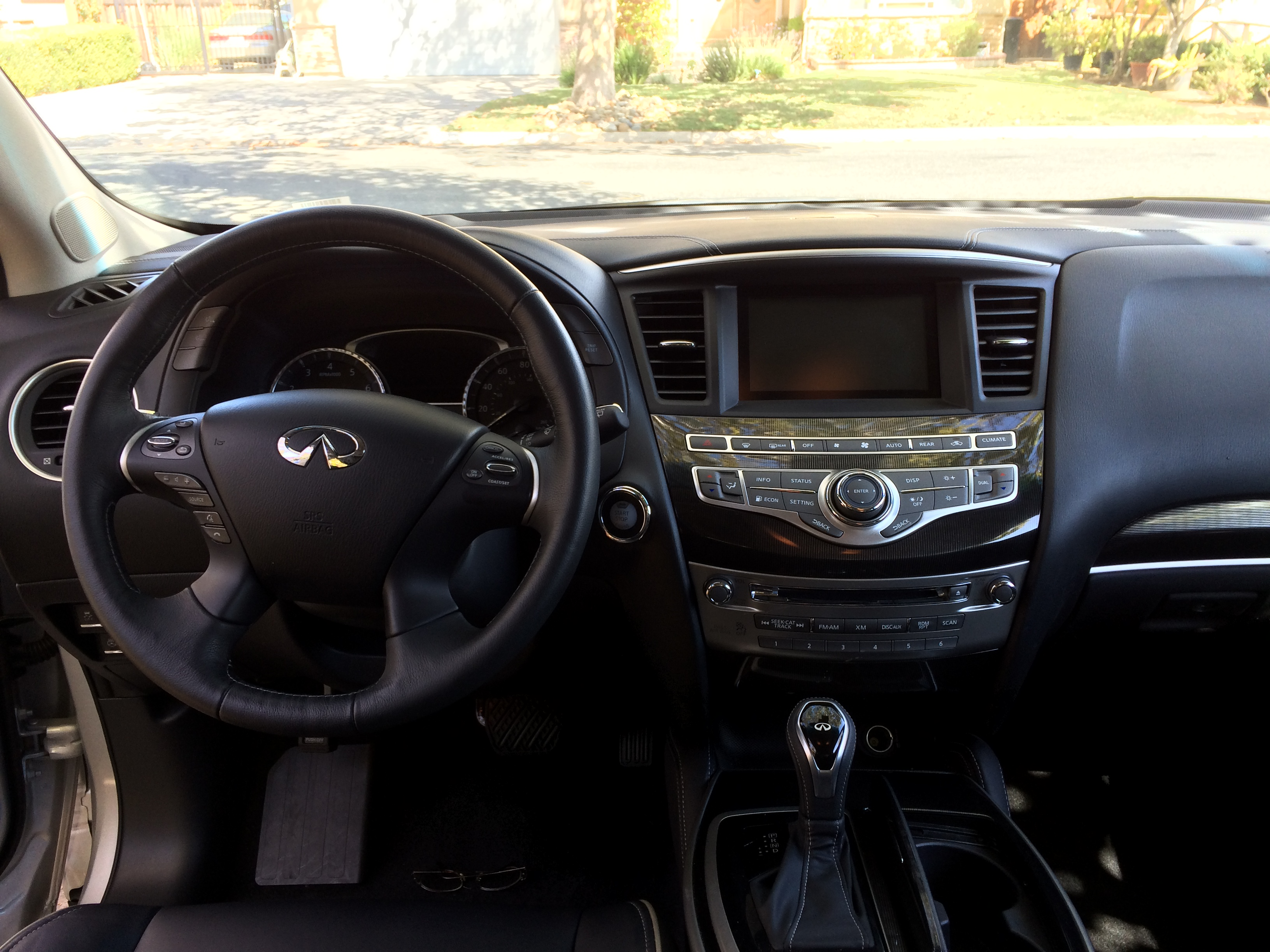
Салон Infiniti QX60

Концепт-версія дебютувала в 2011 році на Pebble Beach Concours d'Elegance, а серійна модель була представлена на Автосалоні в Лос-Анджелесі-2011. Автомобіль базується на подовженій платформі Nissan Murano. JX також перший середньорозмірний кросовер Infiniti з трьома рядами сидінь. У 2012 році в Nissan оголосили, що середньорозмірний позашляховик Nissan Pathfinder також буде на тій же платформі, що і JX 2013 модельного року.
Лідерами розкішного сегменту вважаються Acura MDX і Audi Q7, але Infiniti JX нічим їм не поступається. Для покращення параметрів безпеки та комфорту Infiniti оснастив автомобіль новітніми технологіями. Однією з найяскравіших інновацій автомобіля стала система попередження зіткнень при русі заднім ходом. Вона попередить водія, якщо позаду автомобіля буде виявлений об’єкт. Ця ж система здатна зупинити автомобіль у разі відсутності реакції з боку водія. Продовжуючи інноваційний перелік, слід згадати про розумний круїз-контроль, який бере активну участь у русі автомобіля. Ще однією новинкою стала система контролю дистанції. Вона реагує на зміну інтенсивності трафіку і дає відповідні підказки водієві. У разі необхідності вона спрацьовує автоматично.   
Модель QX може бути оснащена приводом на два колеса або ж повним приводом. Для автомобіля доступно три пакети опцій. Так, пакет «Theater Package» включає в себе: два 7-дюймових кольорових монітора, USB-порт, 22-дюймові колеса, задній диван замість роздільних сидінь і радіо. Пакет «Deluxe Touring Package» передбачає наявність: шкіряної оббивки салону, аудіосистеми BOSE з 15 динаміками, вдосконаленого клімат-контролю і системи стабілізації кузова. І, останній пакет «Technology Package» включає в себе безліч розумних систем безпеки, таких як: систему контролю смуги руху, розумну систему гальмування і систему, що визначає дистанцію до наступного автомобіля.    

### Двигуни
- 3.5 L VQ35DE V6 265 к.с. (2012–2016)
- 3.5 L VQ35DE V6 285 к.с. (2016–2021)
- 2.5 L QR25DER I4 hybrid 250 к.с. (2012–2021)

## Друге покоління (L51)

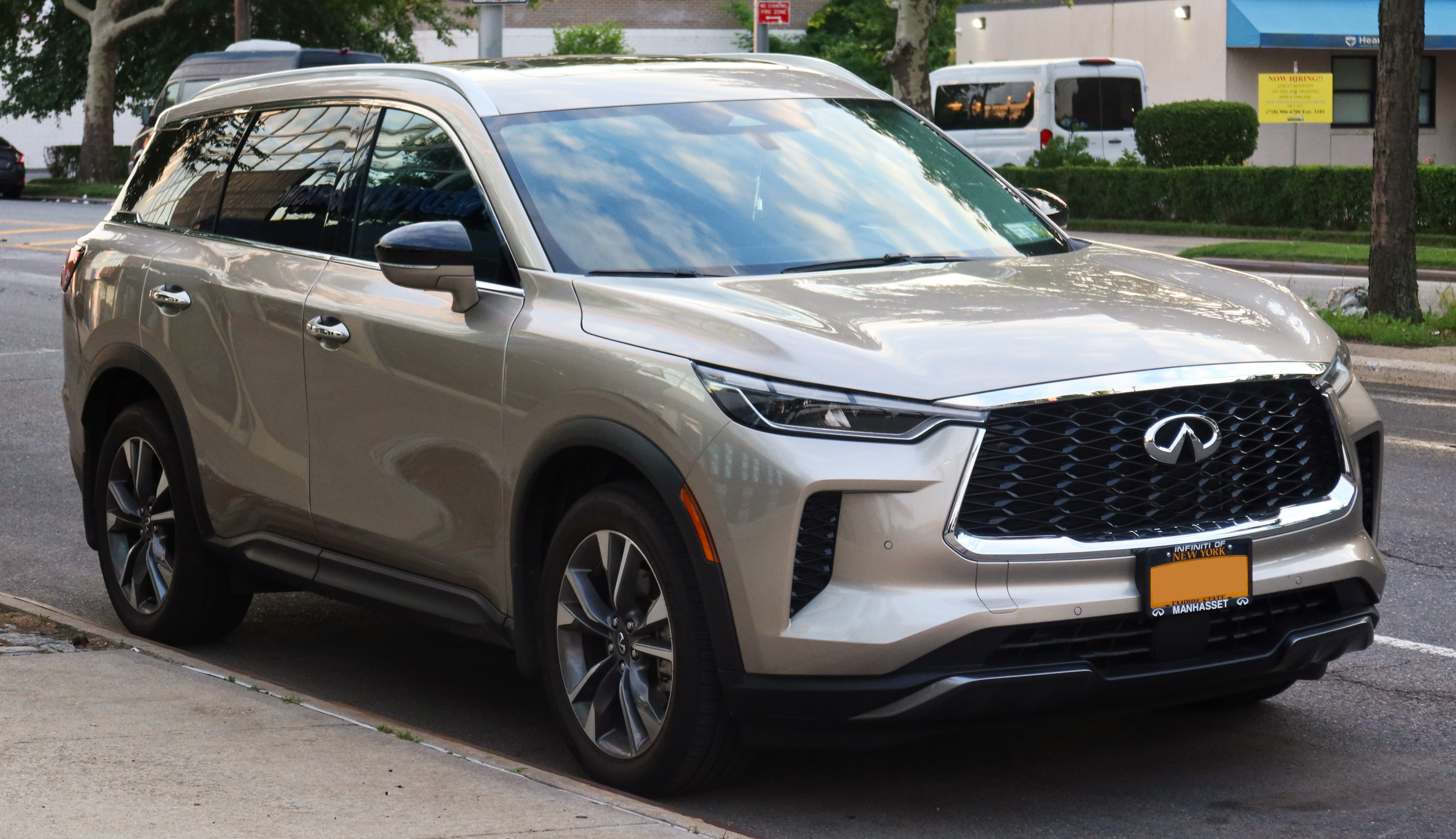
Infiniti QX60 (L51)

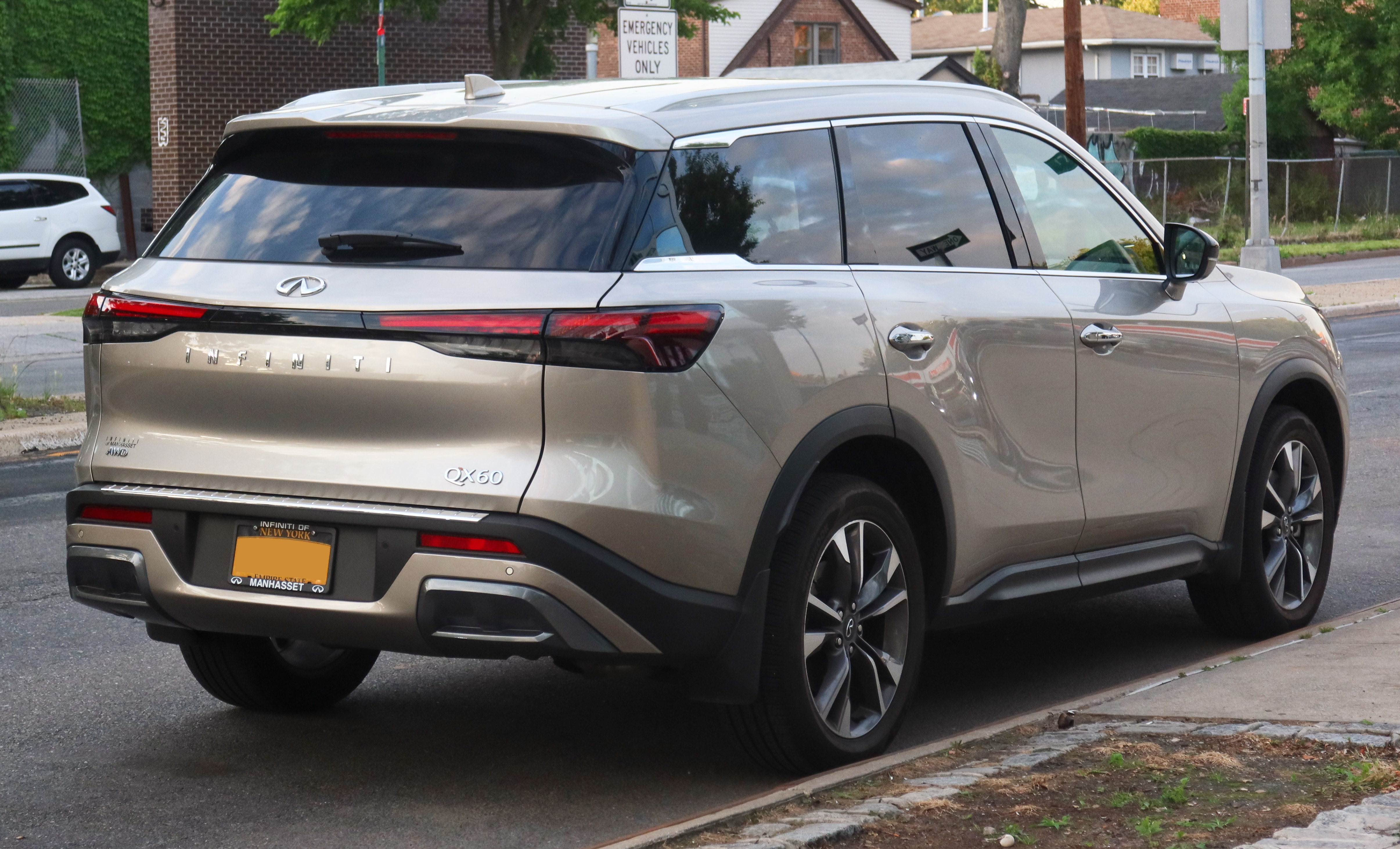

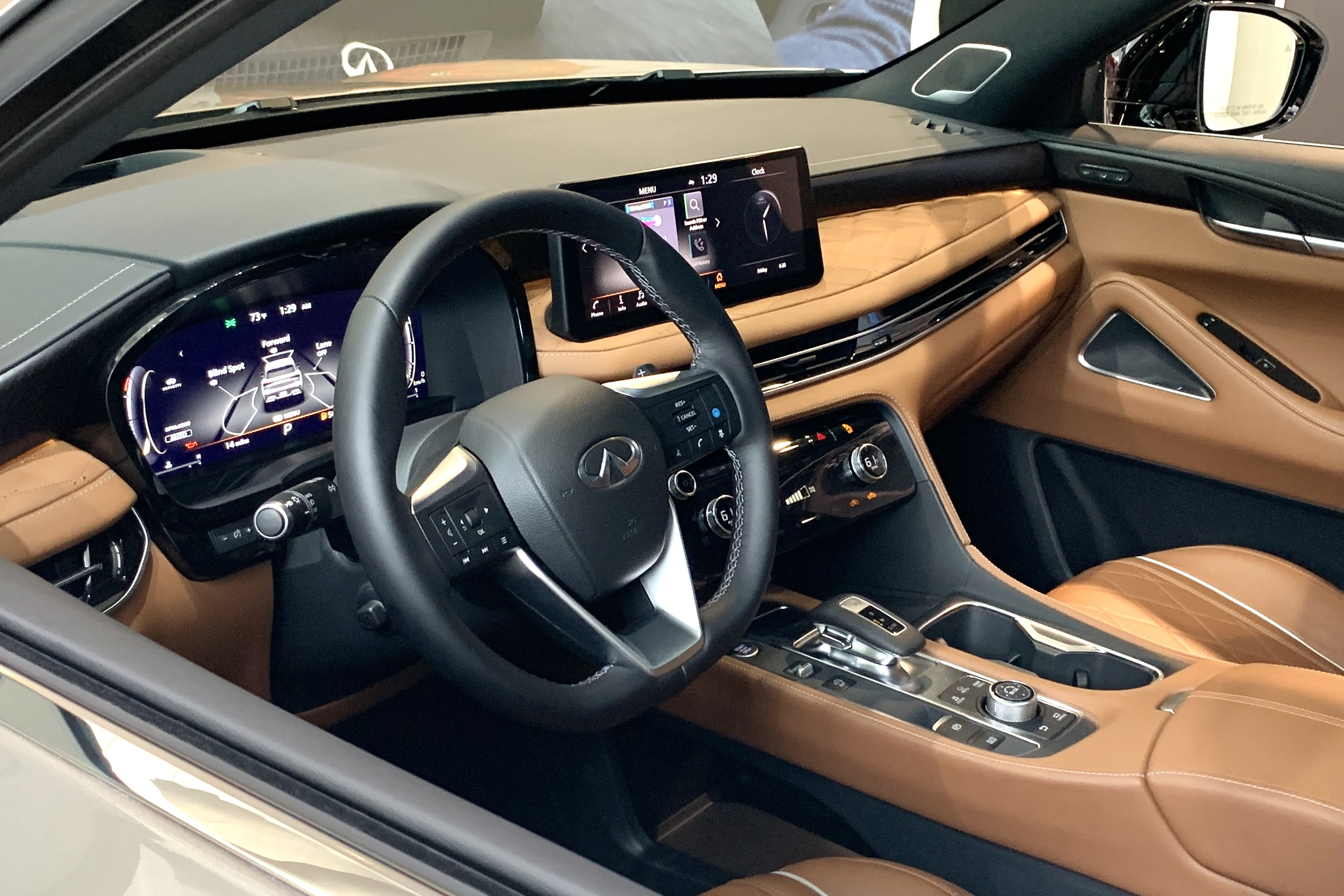

Наприкінці лютого 2021 року Nissan представив камуфльований тизер зображення Infiniti QX60 другого покоління разом із камуфльованим прототипом. Друге покоління Infiniti QX60 поділиться тією ж платформою Nissan D із 5-м поколінням Nissan Pathfinder. QX60 2-го покоління включає багато елементів дизайну від концепції Infiniti QX60 Monograph. Nissan планує повністю представити модель влітку 2021 року зі знятим камуфляжем.
QX60 другого покоління надійде у продаж восени 2021 року.
Nissan заявив, що 2-ге покоління Infiniti QX60 матиме 9-ступінчасту автоматичну коробку передач, що постачається ZF, замінюючи трансмісію XTRONIC CVT, представлену на QX60 1-го покоління. Нова 9-ступінчаста коробка передач буде поєднана з 3,5-літровим двигуном V6 від Infiniti. Nissan також повідомив, що Infiniti QX60 2-го покоління буде доступний з двоколірними кольорами екстер'єру, схожими на варіанти Nissan Pathfinder 5-го покоління. Nissan поки не розкриває більшість характеристик інтер'єру, але планує випустити більше деталей, включаючи більшість деталей інтер'єру, влітку 2021 року. Вперше Nissan запропонує додаткові капітанські крісла другого ряду на Infiniti QX60, починаючи з моделі 2022 року. Новий QX60 також включатиме нову версію інтелектуального повного приводу Infiniti та нову версію ProPILOT Assist. Nissan також заявляє, що планує повторно представити гібридні варіанти та представити повністю електричні варіанти QX60, починаючи з 2-го покоління, але не буде запропоновано пізніше протягом життєвого циклу 2-го покоління. На відміну від QX60 1-го покоління, QX60 2-го покоління не буде доступний у Південній Кореї та В'єтнамі, оскільки Nissan повністю вийшов з Південної Кореї в 2020 році, а бренд Infiniti вийшов із В'єтнаму в 2020 році через погані продажі. Як результат, QX60 2-го покоління буде доступний лише в Китаї, Тайвані, Канаді, Мексиці, США, Чилі, Пуерто-Рико, Домініканській Республіці, Панамі, Кавказі, Україні та на Близькому Сході.

### Двигун
- 2.0 L KR20DDET turbo I4 252 к.с. 376 Нм (Китай)
- 3.5 L VQ35DE V6 299 к.с. 366 Нм (Пн. Америка)

## Продажі
| рік  | США    | Канада |
| ---- | ------ | ------ |
| 2021 | 5,829  | 1,040  |
| 2022 | 16,573 | 2,217  |